# European Rugby Champions Cup 2024/25
Der European Rugby Champions Cup 2024/25 (aus Sponsoringgründen Investec Champions Cup genannt) war die elfte Ausgabe des European Rugby Champions Cup, des wichtigsten europäischen Pokalwettbewerbs im Rugby Union (nimmt man den Vorgängerwettbewerb Heineken Cup hinzu, war es die 30. Ausgabe). Beteiligt waren 24 Mannschaften aus England, Frankreich, Irland, Italien, Schottland und Südafrika (aus Wales hatte sich keine Mannschaft qualifiziert). Das Turnier begann am 6. Dezember 2024, das Finale fand am 24. Mai 2025 im Millennium Stadium in der walisischen Hauptstadt Cardiff statt. Den Wettbewerb gewann die französische Mannschaft Union Bordeaux Bègles.

## Teilnehmer
Die 24 Teilnehmer verteilten sich wie folgt:
- die ersten acht der englischen Premiership Rugby
- die ersten acht der französischen Top 14
- die vier Gruppenbesten der United Rugby Championship

## Modus
Die Mannschaften wurden in vier Sechsergruppen aufgeteilt. Dabei qualifizierten sich die besten vier Mannschaften jeder Gruppe für die K.-o.-Phase des Champions Cup, während die Mannschaften auf dem fünften Platz ins Achtelfinale des EPCR Challenge Cup 2024/25 einziehen.
Punkte wurden wie folgt vergeben:
- vier Punkte für einen Sieg
- zwei Punkte für ein Unentschieden
- einen Bonuspunkt bei vier oder mehr Versuchen
- einen Bonuspunkt bei einer Niederlage mit sieben oder weniger Punkten Differenz

Bei einem Gleichstand in der Tabelle zwischen einer oder mehreren Mannschaften zählten in der Reihenfolge:
- die bessere Punktedifferenz
- die Anzahl der erzielten Versuche
- die Anzahl der Spieler, die wegen disziplinarischer Vorfälle gesperrt wurden, in aufsteigender Reihenfolge

Besteht dann immer noch Gleichstand, wird zwischen den betroffenen Mannschaften gelost.

## Auslosung
Die Auslosung fand am 2. Juli 2024 in Cardiff statt.
Die Sieger des Champions Cup 2023/24 und des Challenge Cup 2023/24 waren automatisch für diese Ausgabe qualifiziert, wenn sie es nicht bereits über ihre Liga waren. Aus diesem Grund rückten die Sharks als Titelträger des Challenge Cup nach, obwohl sie in der United Rugby Championship nur den 14. Platz belegten, und verdrängten dadurch die achtplatzierten Ospreys. Qualifiziert für die Ausgabe 2024/25 waren somit:
| Premiership Rugby                                                                                            | Top 14 | United Rugby Championship                                                                                   |
| --- | --- | --- |
| Northampton Saints M Bath Rugby Sale Sharks Saracens Bristol Bears Harlequins Exeter Chiefs Leicester Tigers | Frankreich M T Union Bordeaux Bègles Stade Français Stade Rochelais RC Toulon Racing 92 Castres Olympique ASM Clermont Auvergne | Glasgow Warriors M Bulls Munster Rugby Leinster Rugby Stormers Ulster Rugby Benetton Rugby Treviso Sharks C |

M: Meister 
 T: Titelverteidiger 
 C: Sieger Challenge Cup 2023/24

## Gruppenphase

### Gruppe 1
|     | Team                  | Spiele | Siege | Unent. | Ndlg. | Spiel- punkte | Diff. | Bonus- punkte | Tabellen- punkte |
| --- | --------------------- | ------ | ----- | ------ | ----- | ------------- | ----- | ------------- | ---------------- |
| 01. | Union Bordeaux Bègles | 4      | 4     | 0      | 0     | 217:76        | + 141 | 4             | 20               |
| 02. | Stade Toulousain      | 4      | 4     | 0      | 0     | 225:62        | + 163 | 3             | 19               |
| 03. | Leicester Tigers      | 4      | 2     | 0      | 2     | 134:149       | − 15  | 3             | 11               |
| 04. | Ulster Rugby          | 4      | 1     | 0      | 3     | 102:163       | − 61  | 1             | 5                |
| 05. | Sharks                | 4      | 1     | 0      | 3     | 76:163        | − 87  | 1             | 5                |
| 06. | Exeter Chiefs         | 4      | 0     | 0      | 4     | 83:224        | − 141 | 1             | 1                |

| 7. Dezember 2024 13:00 SAST | Sharks | 39 : 21         | Exeter Chiefs                                                                         | Kings Park Stadium, Durban Zuschauer: 10.452 Schiedsrichter: Jérémy Rozier (Frankreich) |
| 7. Dezember 2024 13:00 SAST | Versuche: Buthelezi 21. erh. Mapimpi 24. n.erh. Williams 27. erh. Kolisi (2) 36. erh., 56. erh. Erhöhungen: Hendrikse (4/5) Straftritte: Hendrikse (2/2) 46., 70. | (26:14) Bericht | Versuche: Frost (2) 14. erh., 40+1. erh. Feyi-Waboso 66. erh. Erhöhungen: Hodge (3/3) | Kings Park Stadium, Durban Zuschauer: 10.452 Schiedsrichter: Jérémy Rozier (Frankreich) |

| 8. Dezember 2024 13:00 MEZ | Union Bordeaux Bègles | 42 : 28         | Leicester Tigers                                                                                         | Stade Chaban-Delmas, Bordeaux Zuschauer: 32.215 Schiedsrichter: Nika Amaschukeli (Georgien) |
| 8. Dezember 2024 13:00 MEZ | Versuche: Samu (2) 6. erh., 45. erh. Petti 27. erh. Bielle-Biarrey (2) 43. erh., 49. erh. Depoortère 72. erh. Erhöhungen: Jalibert (6/6) | (14:21) Bericht | Versuche: Wells 5. erh. Bassett 14. erh. Joussain 34. erh. Perese 80.+1 erh. Erhöhungen: Shillcock (4/4) | Stade Chaban-Delmas, Bordeaux Zuschauer: 32.215 Schiedsrichter: Nika Amaschukeli (Georgien) |

| 8. Dezember 2024 16:15 MEZ | Stade Toulousain | 61 : 21         | Ulster Rugby                                                                          | Stade Ernest-Wallon, Toulouse Zuschauer: 18.837 Schiedsrichter: Adam Leal (England) |
| 8. Dezember 2024 16:15 MEZ | Versuche: Lebel 1. n.erh. Ntamack 8. erh. Meafou (2) 14. erh., 40. erh. Capuozzo (2) 27. erh., 56. erh. Dupont 29. erh. Chocobares 50. erh. Strafversuch 80. Erhöhungen: Ramos (7/8) | (40:14) Bericht | Versuche: McCormick 12. erh. Moore 36. erh. Henderson 67. erh. Erhöhungen: Doak (3/3) | Stade Ernest-Wallon, Toulouse Zuschauer: 18.837 Schiedsrichter: Adam Leal (England) |

| 14. Dezember 2024 15:15 WEZ | Ulster Rugby                                                                       | 19 : 40         | Union Bordeaux Bègles | Ravenhill Stadium, Belfast Zuschauer: 11.576 Schiedsrichter: Gianluca Gnecchi (Italien) |
| 14. Dezember 2024 15:15 WEZ | Versuche: Izuchukwu 6. erh. Timoney 18. erh. Kok 40. n.erh. Erhöhungen: Doak (2/3) | (19:14) Bericht | Versuche: Tatafu 2. erh. Strafversuch 27. Penaud 61. erh. Petti 67. erh. Bielle-Biarrey 71. erh. Boniface 78. n.erh. Erhöhungen: Carbery (2/2) Garcia (2/3) | Ravenhill Stadium, Belfast Zuschauer: 11.576 Schiedsrichter: Gianluca Gnecchi (Italien) |

| 14. Dezember 204 17:30 WEZ | Leicester Tigers | 56 : 17         | Sharks                                                                                            | Welford Road Stadium, Leicester Zuschauer: 17.168 Schiedsrichter: Andrea Piardi (Italien) |
| 14. Dezember 204 17:30 WEZ | Versuche: Montoya (2) 9. erh., 24. erh. Hassell-Collins 27. erh. Kata 34. erh. Pollard 39. erh. van Poortvliet 43. erh. Clare 71. erh. Ilione 80.+2 erh. Erhöhungen: Pollard (6/6) Shillcock (2/2) | (35:10) Bericht | Versuche: Tshituka 20. erh. Hooker 60. erh. Erhöhungen: Masuku (2/2) Straftritte: Masuku (1/1) 3. | Welford Road Stadium, Leicester Zuschauer: 17.168 Schiedsrichter: Andrea Piardi (Italien) |

| 15. Dezember 2024 17:30 WEZ | Exeter Chiefs                                                                 | 21 : 64        | Stade Toulousain | Sandy Park, Exeter Zuschauer: 13.832 Schiedsrichter: Andrew Brace (Irland) |
| 15. Dezember 2024 17:30 WEZ | Versuche: Wyatt (2) 31. erh., 46. erh. Hodge 57. erh. Erhöhungen: Slade (3/3) | (7:35) Bericht | Versuche: Dupont 8. erh. Cros 16. erh. Lebel (2) 28. erh., 41. n.erh. Flament 35. erh. Barassi (2), 40. erh., 49. n.erh. Ntamack 61. erh. Kinghorn 69. erh. Graou 77. n.erh. Erhöhungen: Ramos (7/10) | Sandy Park, Exeter Zuschauer: 13.832 Schiedsrichter: Andrew Brace (Irland) |

| 11. Januar 2025 15:15 WEZ | Exeter Chiefs                                                                              | 17 : 69        | Union Bordeaux Bègles | Sandy Park, Exeter Zuschauer: 10.234 Schiedsrichter: Ben Whitehouse (Wales) |
| 11. Januar 2025 15:15 WEZ | Versuche: Brown-Bampoe (2) 7. n.erh., 47. erh. Hammersley 69. erh. Erhöhungen: Slade (1/3) | (5:31) Bericht | Versuche: Lucu (2) 9. erh., 30. erh. Penaud (3) 14. erh., 43. n.erh., 76. erh. Bielle-Biarrey (2) 35. n.erh., 61. erh. Lamothe 42. n.erh. Cazeaux 54. erh. Jalibert 63. erh. Lesgourgues 65. n.erh. Erhöhungen: Jalibert (7/11) | Sandy Park, Exeter Zuschauer: 10.234 Schiedsrichter: Ben Whitehouse (Wales) |

| 11. Januar 2025 15:15 SAST | Sharks                                                       | 8 : 20         | Stade Toulousain                                                                                       | Kings Park Stadium, Durban Zuschauer: 24.762 Schiedsrichter: Luke Pearce (England) |
| 11. Januar 2025 15:15 SAST | Versuche: Julius 66. n.erh. Straftritte: Hendrikse (1/1) 13. | (3:13) Bericht | Versuche: Meafou 9. erh. Kinghorn 42. erh. Erhöhungen: Ramos (2/2) Straftritte: Ramos (2/2) 35., 40.+2 | Kings Park Stadium, Durban Zuschauer: 24.762 Schiedsrichter: Luke Pearce (England) |

| 11. Januar 2025 20:00 WEZ | Leicester Tigers | 38 : 10         | Ulster Rugby                                                                | Welford Road Stadium, Leicester Zuschauer: 16.429 Schiedsrichter: Craig Evans (Wales) |
| 11. Januar 2025 20:00 WEZ | Versuche: Bassett (3) 17. erh., 40.+1 n.erh., 60. erh. Hassell-Collins (2) 48. n.erh., 51. erh. Perese 62. erh. Erhöhungen: Pollard (2/4) Steward (1/1) Shillcock (1/1) | (12:10) Bericht | Versuche: Timoney 8. erh. Erhöhungen: Doak (1/1) Straftritte: Doak (1/1) 8. | Welford Road Stadium, Leicester Zuschauer: 16.429 Schiedsrichter: Craig Evans (Wales) |

| 17. Januar 2025 20:00 WEZ | Ulster Rugby | 52 : 24         | Exeter Chiefs | Ravenhill Stadium, Belfast Zuschauer: 13.093 Schiedsrichter: Hollie Davidson (Schottland) |
| 17. Januar 2025 20:00 WEZ | Versuche: Izuchukwu (3) 20. erh., 65. erh., 77. erh. McCann (2) 26. n.erh., 73. erh. Timoney 37. n.erh. Herring 48. erh. Carson 67. erh. Erhöhungen: Doak (2/4) Cooney (4/4) | (17:17) Bericht | Versuche: Brown-Bampoe 2. erh. Vincent 13. n.erh. Tuima 29. n.erh. Wimbush 79. erh. Erhöhungen: Haydon-Wood (1/3) Skinner (1/1) | Ravenhill Stadium, Belfast Zuschauer: 13.093 Schiedsrichter: Hollie Davidson (Schottland) |

| 19. Januar 2025 13:00 MEZ | Union Bordeaux Bègles | 66 : 12         | Sharks                                                              | Stade Chaban-Delmas, Bordeaux Zuschauer: 32.135 Schiedsrichter: Christophe Ridley (England) |
| 19. Januar 2025 13:00 MEZ | Versuche: Penaud (6) 12. n.erh., 17. erh., 39. erh., 66. erh., 71. n.erh., 75. erh. Lucu 43. erh. Boniface 49. erh. Moefana 53. erh. Nguimbous 78. erh. Erhöhungen: Jalibert (8/10) | (19:12) Bericht | Versuche: Masuku 3. erh. Kuneene 7. n.erh. Erhöhungen: Masuku (1/2) | Stade Chaban-Delmas, Bordeaux Zuschauer: 32.135 Schiedsrichter: Christophe Ridley (England) |

| 19. Januar 2025 15:15 MEZ | Stade Toulousain | 80 : 12        | Leicester Tigers                                                              | Stade Ernest-Wallon, Toulouse Schiedsrichter: Ben Whitehouse (Wales) |
| 19. Januar 2025 15:15 MEZ | Versuche: Dupont (2) 5. erh., 75. erh. Delibes 14. erh. Meafou (2) 16. erh., 32. erh. Capuozzo (2) 20. erh., 52. erh. Marchand 23. erh. Flament (2) 45. n.erh., 71. n.erh. Ramos 66. erh. Lebel 79. erh. Erhöhungen: Ramos (10/12) | (42:0) Bericht | Versuche: van Poortvliet 43. erh. Hurd 64. n.erh. Erhöhungen: Shillcock (1/2) | Stade Ernest-Wallon, Toulouse Schiedsrichter: Ben Whitehouse (Wales) |

### Gruppe 2
|     | Team                   | Spiele | Siege | Unent. | Ndlg. | Spiel- punkte | Diff. | Bonus- punkte | Tabellen- punkte |
| --- | ---------------------- | ------ | ----- | ------ | ----- | ------------- | ----- | ------------- | ---------------- |
| 01. | Leinster Rugby         | 4      | 4     | 0      | 0     | 113:54        | + 59  | 2             | 18               |
| 02. | Stade Rochelais        | 4      | 2     | 0      | 2     | 98:75         | + 23  | 3             | 11               |
| 03. | Benetton Rugby Treviso | 4      | 2     | 0      | 2     | 83:109        | − 26  | 3             | 11               |
| 04. | ASM Clermont Auvergne  | 4      | 2     | 0      | 2     | 89:81         | + 8   | 2             | 10               |
| 05. | Bath Rugby             | 4      | 1     | 0      | 3     | 102:114       | − 12  | 3             | 7                |
| 06. | Bristol Bears          | 4      | 1     | 0      | 3     | 80:132        | − 52  | 3             | 7                |

| 6. Dezember 2024 20:00 WEZ | Bath Rugby                                                                                         | 20 : 24        | Stade Rochelais                                                                                                | Recreation Ground, Bath Zuschauer: 14.037 Schiedsrichter: Andrew Brace (Irland) |
| 6. Dezember 2024 20:00 WEZ | Versuche: Dunn 48. erh. Roux 57. erh. Erhöhungen: Russell (2/2) Straftritte: Russell (2/2) 5., 31. | (6:21) Bericht | Versuche: Jégou 18. erh. Latu 27. erh. Kerr-Barlow 32. erh. Erhöhungen: West (3/3) Straftritte: West (1/2) 59. | Recreation Ground, Bath Zuschauer: 14.037 Schiedsrichter: Andrew Brace (Irland) |

| 7. Dezember 2024 13:00 MEZ | ASM Clermont Auvergne                                                                           | 28 : 0         | Benetton Rugby Treviso | Stade Marcel-Michelin, Clermont-Ferrand Zuschauer: 14.642 Schiedsrichter: Christophe Ridley (England) |
| 7. Dezember 2024 13:00 MEZ | Versuche: Yato (2) 9. erh., 75. erh. Massa (2) 33. erh., 40. erh. Erhöhungen: Urdapilleta (4/4) | (21:0) Bericht |                        | Stade Marcel-Michelin, Clermont-Ferrand Zuschauer: 14.642 Schiedsrichter: Christophe Ridley (England) |

| 8. Dezember 2024 17:30 WEZ | Bristol Bears                                                                                 | 12 : 35       | Leinster Rugby | Ashton Gate Stadium, Bristol Zuschauer: 15.680 Schiedsrichter: Pierre Brousset (Frankreich) |
| 8. Dezember 2024 17:30 WEZ | Versuche: Lahiff 30. erh. Erhöhungen: Janse van Rensburg (1/1) Straftritte: Ibitoye (1/1) 73. | (7:7) Bericht | Versuche: Larmour 33. erh. Prendergast (2) 53. erh., 58. erh. Barrett 56. erh. van der Flier 64. erh. Erhöhungen: Prendergast (5/5) | Ashton Gate Stadium, Bristol Zuschauer: 15.680 Schiedsrichter: Pierre Brousset (Frankreich) |

| 14. Dezember 2024 17:30 WEZ | Leinster Rugby                                                                                                  | 15 : 7         | ASM Clermont Auvergne                            | Aviva Stadium, Dublin Zuschauer: 34.184 Schiedsrichter: Luke Pearce (England) |
| 14. Dezember 2024 17:30 WEZ | Versuche: Ringrose 21. erh. Barrett 25. n.erh. Erhöhungen: Prendergast (1/2) Straftritte: Prendergast (1/1) 48. | (12:7) Bericht | Versuche: Raka 4. erh. Erhöhungen: Jauneau (1/1) | Aviva Stadium, Dublin Zuschauer: 34.184 Schiedsrichter: Luke Pearce (England) |

| 14. Dezember 2024 20:00 MEZ | Stade Rochelais                                                                                                  | 35 : 7         | Bristol Bears                                      | Stade Marcel-Deflandre, La Rochelle Zuschauer: 16.700 Schiedsrichter: Chris Busby (Irland) |
| 14. Dezember 2024 20:00 MEZ | Versuche: Nowell 16. erh. Latu 27. erh. Botia 50. erh. Seuteni 65. erh. Berjon 80.+4 erh. Erhöhungen: West (5/5) | (14:7) Bericht | Versuche: Bates 38. erh. Erhöhungen: Worsley (1/1) | Stade Marcel-Deflandre, La Rochelle Zuschauer: 16.700 Schiedsrichter: Chris Busby (Irland) |

| 15. Dezember 2024 13:00 MEZ | Benetton Rugby Treviso                                                                                     | 22 : 21          | Bath Rugby                                                                           | Stadio Comunale di Monigo, Treviso Zuschauer: 4642 Schiedsrichter: Sam Grove-White (Schottland) |
| 15. Dezember 2024 13:00 MEZ | Versuche: Smith (2) 8. n.erh., 32. erh. Lynagh 15. n.erh. Bernasconi 79. n.erh. Erhöhungen: Albornoz (1/3) | (17 : 7) Bericht | Versuche: Annett 23. erh. Bayliss 52. erh. du Toit 58. erh. Erhöhungen: Bailey (3/3) | Stadio Comunale di Monigo, Treviso Zuschauer: 4642 Schiedsrichter: Sam Grove-White (Schottland) |

| 12. Januar 2025 15:15 MEZ | Stade Rochelais                                                   | 14 : 16        | Leinster Rugby                                                                                             | Stade Marcel-Deflandre, La Rochelle Zuschauer: 16.700 Schiedsrichter: Nika Amaschukeli (Georgien) |
| 12. Januar 2025 15:15 MEZ | Versuche: Leyds 65. n.erh. Straftritte: Hastoy (3/5) 3., 25., 59. | (6:10) Bericht | Versuche: McCarthy 29. erh. Erhöhungen: Prendergast (1/1) 30. Straftritte: Prendergast (3/3) 10., 50., 54. | Stade Marcel-Deflandre, La Rochelle Zuschauer: 16.700 Schiedsrichter: Nika Amaschukeli (Georgien) |

| 12. Januar 2025 15:15 WEZ | Bristol Bears | 35 : 29         | Benetton Rugby Treviso | Ashton Gate Stadium, Bristol Zuschauer: 13.104 Schiedsrichter: Luc Ramos (Frankreich) |
| 12. Januar 2025 15:15 WEZ | Versuche: Williams 7. erh. Marmion (2) 17. erh., 58. erh. Lahiff 43. erh. Thacker 51. erh. Erhöhungen: Byrne (5/5) | (14:17) Bericht | Versuche: Smith 13. n.erh. Zuliani 22. erh. Gallagher 39. n.erh. Bernasconi 63. erh. Menoncello 68. n.erh. Erhöhungen: Albornoz (2/5) | Ashton Gate Stadium, Bristol Zuschauer: 13.104 Schiedsrichter: Luc Ramos (Frankreich) |

| 12. Januar 2025 17:30 WEZ | Bath Rugby | 40 : 21         | ASM Clermont Auvergne                                                                | Recreation Ground, Bath Zuschauer: 12.335 Schiedsrichter: Mike Adamson (Schottland) |
| 12. Januar 2025 17:30 WEZ | Versuche: de Glanville 1. erh. Russell 6. erh. Cokanasiga 26. erh. du Toit (2) 48. erh., 56. n.erh. Lawrence 71. erh. Erhöhungen: Russell (5/6) | (21:14) Bericht | Versuche: Faingaʻa 12. erh. Belleau 37. erh. Yato 61. erh. Erhöhungen: Belleau (3/3) | Recreation Ground, Bath Zuschauer: 12.335 Schiedsrichter: Mike Adamson (Schottland) |

| 18. Januar 2025 15:15 MEZ | ASM Clermont Auvergne | 33 : 26        | Bristol Bears                                                                                      | Stade Marcel-Michelin, Clermont-Ferrand Zuschauer: 17.415 Schiedsrichter: Sam Grove-White (Schottland) |
| 18. Januar 2025 15:15 MEZ | Versuche: Newsome 17. n.erh. Raka (2) 39. erh., 53. erh. Strafversuch 75. Ceyte 80.+5 erh. Erhöhungen: Belleau (2/3) Urdapilleta (1/1) | (12:0) Bericht | Versuche: Strafversuch 48. Dun 60. n.erh. Heward 66. erh. Marmion 76. erh. Erhöhungen: Byrne (2/3) | Stade Marcel-Michelin, Clermont-Ferrand Zuschauer: 17.415 Schiedsrichter: Sam Grove-White (Schottland) |

| 18. Januar 2025 17:30 MEZ | Benetton Rugby Treviso | 32 : 25         | Stade Rochelais | Stadio Comunale di Monigo, Treviso Zuschauer: 4813 Schiedsrichter: Matthew Carley (England) |
| 18. Januar 2025 17:30 MEZ | Versuche: Cannone 14. erh. Bernasconi 66. erh. Erhöhungen: Albornoz (1/1) Smith (1/1) Straftritte: Albornoz (2/3) 22., 41. Smith (4/5) 39., 49., 59., 62. | (13:11) Bericht | Versuche: Nowell 24. n.erh. Kerr-Barlow (2) 44. erh., 55. erh. Erhöhungen: Hastoy (2/3) Straftritte: Hastoy (2/2) 7., 12. | Stadio Comunale di Monigo, Treviso Zuschauer: 4813 Schiedsrichter: Matthew Carley (England) |

| 18. Januar 2025 17:30 WEZ | Leinster Rugby | 47 : 21         | Bath Rugby                                                                              | Aviva Stadium, Dublin Zuschauer: 40.195 Schiedsrichter: Luc Ramos (Frankreich) |
| 18. Januar 2025 17:30 WEZ | Versuche: Henshaw (2) 9. n.erh., 15. erh. Conan 36. erh. Snyman (2) 51. erh., 76. erh. Ringrose 60. erh. Gibson-Park 67. erh. Erhöhungen: Prendergast (6/7) | (19:21) Bericht | Versuche: Barbeary 1. erh. de Glanville (2) 6. erh., 39. erh. Erhöhungen: Russell (3/3) | Aviva Stadium, Dublin Zuschauer: 40.195 Schiedsrichter: Luc Ramos (Frankreich) |

### Gruppe 3
|     | Team               | Spiele | Siege | Unent. | Ndlg. | Spiel- punkte | Diff. | Bonus- punkte | Tabellen- punkte |
| --- | ------------------ | ------ | ----- | ------ | ----- | ------------- | ----- | ------------- | ---------------- |
| 01. | Northampton Saints | 4      | 3     | 0      | 1     | 137:106       | + 31  | 4             | 16               |
| 02. | Castres Olympique  | 4      | 3     | 0      | 1     | 105:86        | + 19  | 2             | 14               |
| 03. | Munster Rugby      | 4      | 2     | 0      | 2     | 96:69         | + 27  | 4             | 12               |
| 04. | Saracens           | 4      | 2     | 0      | 2     | 91:71         | + 20  | 3             | 11               |
| 05. | Bulls              | 4      | 1     | 0      | 3     | 74:113        | − 39  | 1             | 5                |
| 06. | Stade Français     | 4      | 1     | 0      | 3     | 76:144        | − 68  | 1             | 5                |

| 7. Dezember 2024 15:15 WEZ | Northampton Saints | 38 : 8         | Castres Olympique                                           | Franklin’s Gardens, Northampton Zuschauer: 12.801 Schiedsrichter: Sam Grove-White (Schottland) |
| 7. Dezember 2024 15:15 WEZ | Versuche: Dingwall 4. erh. Mayanavanua 9. erh. Augustus (2) 44. n.erh., 63. n.erh. Langdon 50. erh. Pollock 75. erh. Erhöhungen: Smith (4/6) | (14:3) Bericht | Versuche: Colonna 69. n.erh. Straftritte: Le Bruin (1/2) 7. | Franklin’s Gardens, Northampton Zuschauer: 12.801 Schiedsrichter: Sam Grove-White (Schottland) |

| 7. Dezember 2024 17:30 WEZ | Munster Rugby | 33 : 7         | Stade Français                                     | Thomond Park, Limerick Zuschauer: 17.241 Schiedsrichter: Luke Pearce (England) |
| 7. Dezember 2024 17:30 WEZ | Versuche: Abrahams 15. erh. Daly 29. erh. Kendellen 49. erh. Farrell 55. erh. Coombes 79. n.erh. Erhöhungen: Crowley (4/5) | (14:0) Bericht | Versuche: Castets 58. erh. Erhöhungen: Henry (1/1) | Thomond Park, Limerick Zuschauer: 17.241 Schiedsrichter: Luke Pearce (England) |

| 7. Dezember 2024 17:30 WEZ | Saracens | 27 : 5        | Bulls                         | Barnet Copthall, London Zuschauer: 9035 Schiedsrichter: Craig Evans (Wales) |
| 7. Dezember 2024 17:30 WEZ | Versuche: Carré 23. n.erh. George 48. erh. Willis 57. erh. Earl 65. n.erh. Erhöhungen: Burke (3/4) Straftritte: Burke (1/2) 36. | (8:5) Bericht | Versuche: de Klerk 11. n.erh. | Barnet Copthall, London Zuschauer: 9035 Schiedsrichter: Craig Evans (Wales) |

| 13. Dezember 2024 20:00 MEZ | Castres Olympique                                                                                  | 16 : 14        | Munster Rugby                                                      | Stade Pierre-Fabre, Castres Zuschauer: 9615 Schiedsrichter: Christophe Ridley (England) |
| 13. Dezember 2024 20:00 MEZ | Versuche: Papalii 12. n.erh. Walcker 29. n.erh. Straftritte: Fernandez (1/1) 48. le Brun (1/1) 72. | (10:7) Bericht | Versuche: Hodnett (2) 37. erh., 68. erh. Erhöhungen: Crowley (2/2) | Stade Pierre-Fabre, Castres Zuschauer: 9615 Schiedsrichter: Christophe Ridley (England) |

| 14. Dezember 2024 13:00 SAST | Bulls                                                                              | 21 : 30        | Northampton Saints | Loftus Versfeld Stadium, Pretoria Zuschauer: 13.549 Schiedsrichter: Luc Ramos (Frankreich) |
| 14. Dezember 2024 13:00 SAST | Versuche: Coetzee 34. erh. Hanekom (2) 61. erh., 69. erh. Erhöhungen: Goosen (3/3) | (7:12) Bericht | Versuche: Hendy 31. erh. Augustus 40. erh. Freeman (2) 59. erh., 76. erh. Erhöhungen: Smith (4/4) Straftritte: Smith (2/2) 57., 70. | Loftus Versfeld Stadium, Pretoria Zuschauer: 13.549 Schiedsrichter: Luc Ramos (Frankreich) |

| 15. Dezember 2024 15:15 MEZ | Stade Français                                                                                             | 17 : 28         | Saracens | Stade Jean-Bouin, Paris Zuschauer: 11.276 Schiedsrichter: Hollie Davidson (Schottland) |
| 15. Dezember 2024 15:15 MEZ | Versuche: Dakuwaqa 3. erh. Barré 68. erh. Erhöhungen: Henry (1/1) Barré (1/1) Straftritte: Henry (1/1) 12. | (10:13) Bericht | Versuche: Williams 23. erh. George 45. n.erh. Dan 73. erh. Erhöhungen: Burke (2/3) Straftritte: Burke (3/4) 32., 37., 63. | Stade Jean-Bouin, Paris Zuschauer: 11.276 Schiedsrichter: Hollie Davidson (Schottland) |

| 11. Januar 2025 17:30 WEZ | Munster Rugby                                                                                               | 17 : 12       | Saracens                                                | Thomond Park, Limerick Zuschauer: 22.030 Schiedsrichter: Pierre Brousset (Frankreich) |
| 11. Januar 2025 17:30 WEZ | Versuche: Bleuler 59. erh. Hodnett 64. n.erh. Erhöhungen: Crowley (1/2) Straftritte: Crowley (2/3) 25., 65. | (3:6) Bericht | Straftritte: Lozowski (3/3) 1., 10., 69. Daly (1/1) 45. | Thomond Park, Limerick Zuschauer: 22.030 Schiedsrichter: Pierre Brousset (Frankreich) |

| 11. Januar 2025 17:30 WEZ | Stade Français | 45 : 35         | Northampton Saints | Stade Jean-Bouin, Paris Zuschauer: 14.878 Schiedsrichter: Eoghan Cross (Irland) |
| 11. Januar 2025 17:30 WEZ | Versuche: Dakuwaqa 22. n.erh. van der Mescht 29. erh. Tanga (2) 40.+2 erh., 57. erh. Strafversuch 51. Ezeala 51. n.erh. Gabrillagues 68. erh. Erhöhungen: Henry (4/6) | (19:21) Bericht | Versuche: Lockett 11. erh. Pollock (2/2) 15. erh., 17. erh. Walker 44. erh. Langdon 77. erh. Erhöhungen: Hutchinson (5/5) | Stade Jean-Bouin, Paris Zuschauer: 14.878 Schiedsrichter: Eoghan Cross (Irland) |

| 11. Januar 2025 20:00 MEZ | Castres Olympique | 49 : 10        | Bulls                                                                                       | Stade Pierre-Fabre, Castres Zuschauer: 9876 Schiedsrichter: Matthew Carley (England) |
| 11. Januar 2025 20:00 MEZ | Versuche: Palis 17. erh. Baget (3) 63. erh., 73. n.erh., 78. erh. Dumora 70. erh. Goodhue 75. erh. Erhöhungen: Fernandez (2/2) Popelin (3/4) Straftritte: Fernandez (3/3) 31., 45., 57. | (10:7) Bericht | Versuche: Wessels 6. erh. Erhöhungen: Chamberlain (1/1) Straftritte: van der Walt (1/1) 53. | Stade Pierre-Fabre, Castres Zuschauer: 9876 Schiedsrichter: Matthew Carley (England) |

| 18. Januar 2025 13:00 SAST | Bulls | 48 : 7         | Stade Français                                        | Loftus Versfeld Stadium, Pretoria Zuschauer: 10.369 Schiedsrichter: Adam Leal (England) |
| 18. Januar 2025 13:00 SAST | Versuche: Strafversuch 2. Williams 12. erh. Papier 17. erh. Vermaak 26. n.erh. Louw 38. erh. Chamberlain 46. erh. Hanekom 50. n.erh. Erhöhungen: Goosen (2/2) Chamberlain (2/4) Straftritte: Chamberlain (1/1) 34. | (36:7) Bericht | Versuche: Macalou 22. erh. Erhöhungen: Carbonel (1/1) | Loftus Versfeld Stadium, Pretoria Zuschauer: 10.369 Schiedsrichter: Adam Leal (England) |

| 18. Januar 2025 15:15 WEZ | Northampton Saints | 34 : 32         | Munster Rugby | Franklin’s Gardens, Northampton Zuschauer: 15.153 Schiedsrichter: Nika Amaschukeli (Georgien) |
| 18. Januar 2025 15:15 WEZ | Versuche: Seabrook (3) 13. n.erh. 48. n.erh. 67. erh. Langdon 40.+1 erh. Ramm 54. erh. Erhöhungen: Smith (3/5) Straftritte: Smith (1/1) 59. | (12:15) Bericht | Versuche: Nash (2/2) 22. erh., 32. n.erh. Kilgallen (2) 63. erh., 78. erh. Erhöhungen: Crowley (3/4) Straftritte: Crowley (2/2) 32., 57. | Franklin’s Gardens, Northampton Zuschauer: 15.153 Schiedsrichter: Nika Amaschukeli (Georgien) |

| 19. Januar 2025 15:15 WEZ | Saracens                                                                                       | 24 : 32         | Castres Olympique | Barnet Copthall, London Schiedsrichter: Andrea Piardi (Italien) |
| 19. Januar 2025 15:15 WEZ | Versuche: Dan (2) 6. erh., 49. n.erh. Earl (2) 34. n.erh., 40. erh. Erhöhungen: Lozowski (2/4) | (19:14) Bericht | Versuche: Tukino 2. erh. Séguret (2) 26. erh., 64. erh. Chabouni 53. n.erh. Erhöhungen: Le Brun (3/4) Straftritte: Le Brun (2/2) 43., 79. | Barnet Copthall, London Schiedsrichter: Andrea Piardi (Italien) |

### Gruppe 4
|     | Team             | Spiele | Siege | Unent. | Ndlg. | Spiel- punkte | Diff. | Bonus- punkte | Tabellen- punkte |
| --- | ---------------- | ------ | ----- | ------ | ----- | ------------- | ----- | ------------- | ---------------- |
| 01. | RC Toulon        | 4      | 3     | 0      | 1     | 94:97         | − 3   | 1             | 13               |
| 02. | Glasgow Warriors | 4      | 2     | 0      | 2     | 103:92        | + 11  | 4             | 12               |
| 03. | Sale Sharks      | 4      | 2     | 0      | 2     | 81:92         | − 11  | 2             | 10               |
| 04. | Harlequins       | 4      | 2     | 0      | 2     | 110:79        | + 31  | 1             | 9                |
| 05. | Racing 92        | 4      | 2     | 0      | 2     | 80:92         | − 12  | 1             | 9                |
| 06. | Stormers         | 4      | 1     | 0      | 3     | 92:108        | − 16  | 1             | 5                |

| 7. Dezember 2024 15:15 SAST | Stormers                                                          | 14 : 24         | RC Toulon                                                                                                   | Cape Town Stadium, Kapstadt Zuschauer: 23.150 Schiedsrichter: Karl Dickson (England) |
| 7. Dezember 2024 15:15 SAST | Versuche: Gelant 15. erh. Dweba 40. erh. Erhöhungen: Libbok (2/2) | (14:10) Bericht | Versuche: Villière 5. erh. Isa 59. erh. Serin 65. erh. Erhöhungen: Serin (3/3) Straftritte: Serin (1/1) 12. | Cape Town Stadium, Kapstadt Zuschauer: 23.150 Schiedsrichter: Karl Dickson (England) |

| 7. Dezember 2024 20:00 WEZ | Glasgow Warriors | 38 : 19         | Sale Sharks                                                                                  | Scotstoun Stadium, Glasgow Zuschauer: 6889 Schiedsrichter: Andrea Piardi (Italien) |
| 7. Dezember 2024 20:00 WEZ | Versuche: Horne (3) 3. erh., 13. n.erh., 40+1. erh. Rowe 17. erh. Jones 23. erh. Cummings 66. n.erh. Erhöhungen: Horne (4/6) | (33:12) Bericht | Versuche: Strafversuch 22. du Preez 29. n.erh. Carpenter 61. erh. Erhöhungen: du Preez (1/2) | Scotstoun Stadium, Glasgow Zuschauer: 6889 Schiedsrichter: Andrea Piardi (Italien) |

| 7. Dezember 2024 20:00 MEZ | Racing 92 | 23 : 12        | Harlequins                                                             | Stade Dominique-Duvauchelle, Créteil Zuschauer: 5497 Schiedsrichter: Chris Busby (Irland) |
| 7. Dezember 2024 20:00 MEZ | Versuche: Le Garrec 16. erh. Naituvi 40. erh. Spring 61. n.erh. Erhöhungen: Le Garrec (2/3) Straftritte: Le Garrec (2/2) 59., 68. | (12:5) Bericht | Versuche: Dombrandt 10. n.erh. Porter 45. erh. Erhöhungen: Smith (1/2) | Stade Dominique-Duvauchelle, Créteil Zuschauer: 5497 Schiedsrichter: Chris Busby (Irland) |

| 13. Dezember 2024 20:00 WEZ | Sale Sharks | 29 : 7         | Racing 92                                                       | Salford Community Stadium, Salford Zuschauer: 6072 |
| 13. Dezember 2024 20:00 WEZ | Versuche: J.-L. du Preez 18. n.erh. Roebuck 33. erh. Carpenter 50. erh. Curry 59. erh. Erhöhungen: R. du Preez (3/4) Straftritte: R. du Preez (1/1) 66. | (12:7) Bericht | Versuche: Gogitschaschwili 38. erh. Erhöhungen: Le Garrec (1/1) | Salford Community Stadium, Salford Zuschauer: 6072 |

| 14. Dezember 2024 20:00 | Harlequins | 53 : 16        | Stormers | The Stoop, London Zuschauer: 10.085 Schiedsrichter: Ludovic Cayre (Frankreich) |
| 14. Dezember 2024 20:00 | Versuche: Murley (3) 12. n.erh., 64. n.erh., 66. erh. Care 29. erh. Dombrandt (3) 36. erh., 52. erh., 57. n.erh. Riley 75. erh. Erhöhungen: Smith (3/6) Evans (2/2) Straftritte: Smith (1/1) 46. | (19:6) Bericht | Versuche: Mars 78. erh. Erhöhungen: Matthee (1/1) Straftritte: Matthee (2/2) 2., 8. Dropgoals: Matthee (1/2) 48. | The Stoop, London Zuschauer: 10.085 Schiedsrichter: Ludovic Cayre (Frankreich) |

| 15. Dezember 2024 13:00 MEZ | RC Toulon | 30 : 29         | Glasgow Warriors | Stade Mayol, Toulon Zuschauer: 14.410 Schiedsrichter: Matthew Carley (England) |
| 15. Dezember 2024 13:00 MEZ | Versuche: Faingaʻanuku (2) 5. erh., 43. erh. Alainuʻuese 49. erh. Erhöhungen: Serin (3/3) Straftritte: Domon (2/2) 29., 33. Serin (1/1) 74. | (13:12) Bericht | Versuche: Strafversuch 25. McKay 35. n.erh. Oguntibeju 54. erh. Matthews 79. erh. Erhöhungen: Weir (1/2) Horne (1/1) Straftritte: Weir (1/1) 47. | Stade Mayol, Toulon Zuschauer: 14.410 Schiedsrichter: Matthew Carley (England) |

| 10. Januar 2025 20:00 WEZ | Glasgow Warriors | 29 : 19        | Racing 92                                                                              | Scotstoun Stadium, Glasgow Zuschauer: 7216 Schiedsrichter: Karl Dickson (England) |
| 10. Januar 2025 20:00 WEZ | Versuche: Horne 2. erh. Dobie 17. n.erh. Cancelliere 22. n.erh. Tuipulotu 39. n.erh. Darge 58. erh. Erhöhungen: Horne (1/1) Jordan (1/4) | (22:7) Bericht | Versuche: Habosi 33. erh. Mazibuko 71. erh. Tedder 75. n.erh. Erhöhungen: Tedder (2/3) | Scotstoun Stadium, Glasgow Zuschauer: 7216 Schiedsrichter: Karl Dickson (England) |

| 11. Januar 2025 13:00 SAST | Stormers | 40 : 0         | Sale Sharks | Cape Town Stadium, Kapstadt Zuschauer: 23.544 Schiedsrichter: Ludovic Cayre (Frankreich) |
| 11. Januar 2025 13:00 SAST | Versuche: Schickerling 21. erh. Libbok 25. erh. Sithole 45. erh. Gelant 54. hn.erh. de Wet 63. erh. Venter 70. erh. Erhöhungen: Libbok (4/5) du Plessis (1/1) | (14:0) Bericht |             | Cape Town Stadium, Kapstadt Zuschauer: 23.544 Schiedsrichter: Ludovic Cayre (Frankreich) |

| 12. Januar 2025 13:00 MEZ | RC Toulon | 33 : 21        | Harlequins                                                                       | Stade Mayol, Toulon Zuschauer: 15.252 Schiedsrichter: Andrew Brace (Irland) |
| 12. Januar 2025 13:00 MEZ | Versuche: Lucchesi 1. erh. Serin 24. erh. Abadie 38. n.erh. Wainiqolo 40.+1 erh. Dréan 56. erh. Erhöhungen: Serin (4/5) | (26:0) Bericht | Versuche: Porter 50. erh. Walker 54. erh. David 80. erh. Erhöhungen: Smith (3/3) | Stade Mayol, Toulon Zuschauer: 15.252 Schiedsrichter: Andrew Brace (Irland) |

| 18. Januar 2025 20:00 WEZ | Harlequins | 24 : 7         | Glasgow Warriors                              | The Stoop, London Zuschauer: 11.802 Schiedsrichter: Pierre Brousset (Frankreich) |
| 18. Januar 2025 20:00 WEZ | Versuche: Cunningham-South 13. erh. Chisholm 19. erh. Murley 67. erh. Erhöhungen: Smith (3/3) Straftritte: Smith (1/1) 25. | (17:7) Bericht | Versuche: Jordan 28. Erhöhungen: Jordan (1/1) | The Stoop, London Zuschauer: 11.802 Schiedsrichter: Pierre Brousset (Frankreich) |

| 18. Januar 2025 20:00 MEZ | Racing 92 | 31 : 22         | Stormers | Paris La Défense Arena, Nanterre Zuschauer: 9812 Schiedsrichter: Anthony Woodthorpe (England) |
| 18. Januar 2025 20:00 MEZ | Versuche: Habosi (2) 13. erh., 36. erh. Spring (2) 17. n.erh., 55. n.erh. Palu 76. erh. Erhöhungen: Le Garrec (3/5) | (19:10) Bericht | Versuche: Venter 22. erh. Jantjies 58. erh. Theunissen 64. n.erh. Erhöhungen: Matthee (2/3) Straftritte: Matthee (1/2) 7. | Paris La Défense Arena, Nanterre Zuschauer: 9812 Schiedsrichter: Anthony Woodthorpe (England) |

| 19. Januar 2025 17:30 WEZ | Sale Sharks | 33 : 7        | RC Toulon                                           | Salford Community Stadium, Salford Zuschauer: 7656 Schiedsrichter: Gianluca Gnecchi (Italien) |
| 19. Januar 2025 17:30 WEZ | Versuche: Roebuck (2) 39. erh., 74. erh. Curry 49. erh. Rodd 59. erh. O’Flaherty 62. n.erh. Erhöhungen: Ford (4/5) | (7:0) Bericht | Versuche: Coulon 66. erh. Erhöhungen: Garbisi (1/1) | Salford Community Stadium, Salford Zuschauer: 7656 Schiedsrichter: Gianluca Gnecchi (Italien) |

## K.-o.-Runde

### Setzliste
1. Union Bordeaux Bègles
2. Leinster Rugby
3. Northampton Saints
4. RC Toulon
5. Stade Toulousain
6. Castres Olympique
7. Glasgow Warriors
8. Stade Rochelais
9. Munster Rugby
10. Leicester Tigers
11. Benetton Rugby Treviso
12. Sale Sharks
13. Saracens
14. ASM Clermont Auvergne
15. Harlequins
16. Ulster Rugby

### Turnierbaum
|  | Achtelfinale           | Achtelfinale |  |  | Viertelfinale         | Viertelfinale      |    |                       | Halbfinale            | Halbfinale |  |  | Finale | Finale |
|  |                        |              |  |  |                       |                    |    |                       |                       |            |  |  |        |        |
|  | Union Bordeaux Bègles  | 43           |  |  |                       |                    |    |                       |                       |            |  |  |        |        |
|  | Ulster Rugby           | 31           |  |  | Union Bordeaux Bègles | 47                 |    |                       |                       |            |  |  |        |        |
|  | Stade Rochelais        | 24           |  |  | Munster Rugby         | 29                 |    |                       |                       |            |  |  |        |        |
|  | Munster Rugby          | 25           |  |  |                       |                    |    | Union Bordeaux Bègles | 35                    |            |  |  |        |        |
|  | RC Toulon              | 72           |  |  |                       | Stade Toulousain   | 10 |                       |                       |            |  |  |        |        |
|  | Saracens               | 42           |  |  | RC Toulon             | 18                 |    |                       |                       |            |  |  |        |        |
|  | Stade Toulousain       | 38           |  |  | Stade Toulousain      | 21                 |    |                       |                       |            |  |  |        |        |
|  | Sale Sharks            | 15           |  |  |                       |                    |    |                       | Union Bordeaux Bègles | 28         |  |  |        |        |
|  | Leinster Rugby         | 62           |  |  |                       | Northampton Saints | 20 |                       |                       |            |  |  |        |        |
|  | Harlequins             | 0            |  |  | Leinster Rugby        | 52                 |    |                       |                       |            |  |  |        |        |
|  | Glasgow Warriors       | 43           |  |  | Glasgow Warriors      | 0                  |    |                       |                       |            |  |  |        |        |
|  | Leicester Tigers       | 19           |  |  |                       |                    |    | Leinster Rugby        | 34                    |            |  |  |        |        |
|  | Northampton Saints     | 46           |  |  |                       | Northampton Saints | 37 |                       |                       |            |  |  |        |        |
|  | ASM Clermont Auvergne  | 24           |  |  | Northampton Saints    | 51                 |    |                       |                       |            |  |  |        |        |
|  | Castres Olympique      | 39           |  |  | Castres Olympique     | 16                 |    |                       |                       |            |  |  |        |        |
|  | Benetton Rugby Treviso | 37           |  |  |                       |                    |    |                       |                       |            |  |  |        |        |

### Achtelfinale
| 4. April 2025 20:00 WESZ | Union Bordeaux Bègles | 46 : 24         | Ulster Rugby | Franklin’s Gardens, Northampton Zuschauer: 13.481 Schiedsrichter: Andrew Brace (Irland) |
| 4. April 2025 20:00 WESZ | Versuche: F. Smith 18. erh. Freeman (3) 23. n.erh., 29. n.erh., 60. n.erh. Augustus (2) 41. erh., 46. erh. Pollock 71. erh. Erhöhungen: F. Smith (4/7) Straftritte: F. Smith (1/1) 15. | (27:10) Bericht | Versuche: Moala 11. erh. Raka 49. erh. Faingaʻa 55. erh. Erhöhungen: Belleau (3/3) Straftritte: Belleau (1/1) 41. | Franklin’s Gardens, Northampton Zuschauer: 13.481 Schiedsrichter: Andrew Brace (Irland) |

| 5. April 2025 13:30 MESZ | RC Toulon | 72 : 42           | Saracens | Stade Mayol, Toulon Zuschauer: 15.733 Schiedsrichter: Nika Amaschukeli (Georgien) |
| 5. April 2025 13:30 MESZ | Versuche: Wainiqolo 5. erh. Isa (3) 35. erh., 55. erh., 59. erh. Jaminet (2) 39. erh., 70. n.erh. Alainuʻuese 44. n.erh. Faingaʻanuku 62. erh. Serin 74. erh. Tuicuvu 76. erh. Erhöhungen: Jaminet (8/10) Straftritte: Jaminet (2/2) 12., 14. | (27 : 35) Bericht | Versuche: González (2) 3. erh., 22. erh. Tompkins 7. erh. Hartley 16. erh. van Zyl 31. erh. Hadfield 65. erh. Erhöhungen: Burke (6/6) | Stade Mayol, Toulon Zuschauer: 15.733 Schiedsrichter: Nika Amaschukeli (Georgien) |

| 5. April 2025 15:00 WESZ | Leinster Rugby | 62 : 0         | Harlequins | Croke Park, Dublin Zuschauer: 55.627 Schiedsrichter: Pierre Brousset (Frankreich) |
| 5. April 2025 15:00 WESZ | Versuche: Prendergast 14. n.erh. McCarthy 17. erh. Osborne 27. erh. van der Flier 44. n.erh. Ringrose 47. erh. Sheehan 58. n.erh. Strafversuch 66. Byrne 71. erh. James Lowe (2) 77. n.erh., 80. erh. Erhöhungen: Prendergast (3/6) Byrne (2/3) | (19:0) Bericht |            | Croke Park, Dublin Zuschauer: 55.627 Schiedsrichter: Pierre Brousset (Frankreich) |

| 5. April 2025 16:00 MESZ | Castres Olympique | 39 : 37         | Benetton Rugby Treviso | Stade Pierre-Fabre, Castres Zuschauer: 12.250 Schiedsrichter: Karl Dickson (England) |
| 5. April 2025 16:00 MESZ | Versuche: Baget (2) 2. erh., 22. n.erh. Chabouni 16. erh. Babillot 39. n.erh. Ambadiang 64. n.erh. Fernandez 78. erh. Erhöhungen: Le Brun (2/4) Fernandez (1/2) Straftritte: Le Brun (1/2) 47. | (24:22) Bericht | Versuche: Gallo 4. erh. Mendy 32. n.erh. Brex 35. erh. Bernasconi 43. n.erh. Odogwu 57. erh. Erhöhungen: Albornoz (3/5) Straftritte: Albornoz (2/2) 7., 62. | Stade Pierre-Fabre, Castres Zuschauer: 12.250 Schiedsrichter: Karl Dickson (England) |

| 5. April 2025 18:30 MESZ | Stade Rochelais | 24 : 25        | Munster Rugby | Stade Marcel-Deflandre, La Rochelle Zuschauer: 16.700 Schiedsrichter: Andrea Piardi (Italien) |
| 5. April 2025 18:30 MESZ | Versuche: Botia 10. erh. Strafversuch 65. Bosmorin 76. erh. Erhöhungen: West (1/1) Hastoy (1/1) Straftritte: West (1/1) 42. | (10:7) Bericht | Versuche: Casey 24. erh. Coombes 47. erh. Smith 51. n.erh. Erhöhungen: Crowley (2/3) Straftritte: Crowley (1/1) 41. Dropgoals: Crowley (1/1) 68. | Stade Marcel-Deflandre, La Rochelle Zuschauer: 16.700 Schiedsrichter: Andrea Piardi (Italien) |

| 5. April 2025 20:00 WESZ | Glasgow Warriors | 43 : 19        | Leicester Tigers                                                                          | Scotstoun Stadium, Glasgow Zuschauer: 7321 Schiedsrichter: Craig Evans (Wales) |
| 5. April 2025 20:00 WESZ | Versuche: Venter (2) 13. erh., 74. n.erh. Vailanu (2) 18. erh., 41. erh. Hastings 49. erh. Horne 50. erh. Erhöhungen: Hastings (5/6) Straftritte: Hastings (1/1) 42. | (17:5) Bericht | Versuche: Cracknell 2. n.erh. Kata 56. erh. Liebenberg 66. erh. Erhöhungen: Pollard (2/3) | Scotstoun Stadium, Glasgow Zuschauer: 7321 Schiedsrichter: Craig Evans (Wales) |

| 6. April 2025 13:30 WESZ | Union Bordeaux Bègles | 43 : 31         | Ulster Rugby | Stade Chaban-Delmas, Bordeaux Zuschauer: 32.275 Schiedsrichter: Luke Pearce (England) |
| 6. April 2025 13:30 WESZ | Versuche: Penaud 6. erh. Tameifuna 15. erh. Coleman 20. erh. Buros 40. erh. Lamothe 50. erh. Janse van Rendsburg 70. erh. Erhöhungen: Carbery (4/5) Jalibert (1/1) Straftritte: Lucu (1/1) 46. | (28:14) Bericht | Versuche: O’Toole 28. erh. McCann 35. erh. Timoney 55. n.erh. Ward (2) 63. n.erh., 75. erh. Erhöhungen: Cooney (2/2) Doak (1/3) | Stade Chaban-Delmas, Bordeaux Zuschauer: 32.275 Schiedsrichter: Luke Pearce (England) |

| 6. April 2025 16:00 MESZ | Stade Toulousain | 38 : 15         | Sale Sharks                                                                                | Stadium Municipal, Toulouse Zuschauer: 31.737 Schiedsrichter: Sam Grove-White (Schottland) |
| 6. April 2025 16:00 MESZ | Versuche: Willis 1. erh. Cros 45. erh. Marchand 58. erh. Capuozzo 73. erh. Cramont 76. erh. Erhöhungen: Ramos (5/5) Straftritte: Ramos (1/1) 35. | (10:15) Bericht | Versuche: James 4. n.erh. Hill 29. erh. Erhöhungen: Ford (1/2) Straftritte: Ford (1/1) 21. | Stadium Municipal, Toulouse Zuschauer: 31.737 Schiedsrichter: Sam Grove-White (Schottland) |

### Viertelfinale
| 11, April 2025 20:00 WESZ | Leinster Rugby | 52 : 0         | Glasgow Warriors | Aviva Stadium, Dublin Zuschauer: 22.400 Schiedsrichter: Luke Pearce (England) |
| 11, April 2025 20:00 WESZ | Versuche: Deegan (2) 13. erh., 75. n.erh. Strafversuch 22. Lowe 24. erh. O’Brien 29. erh. Keenan 33. erh. Ringrose 46. erh. Sheehan 57. erh. Erhöhungen: Prendergast (5/6) | (33:0) Bericht |                  | Aviva Stadium, Dublin Zuschauer: 22.400 Schiedsrichter: Luke Pearce (England) |

| 12. April 2025 16:00 MESZ | Union Bordeaux Bègles | 47 : 29         | Munster Rugby | Stade Chaban-Delmas, Bordeaux Zuschauer: 32.215 Schiedsrichter: Nika Amaschukeli (Georgien) |
| 12. April 2025 16:00 MESZ | Versuche: Penaud 5. n.erh. Lucu 12. erh. Samu 24. erh. Etchegaray 33. erh. Lamothe 56. n.erh. Bielle-Biarrey 77. erh. Erhöhungen: Jalibert (3/5) Lucu (1/1) Straftritte: Jalibert (3/5) 11., 53., 76. | (29:10) Berixht | Versuche: Nankivell 43. n.erh. A. Smith (2) 50. n.erh., 72. erh. Strafversuch 67. Erhöhungen: Jack Crowley (2/3) Straftritte: Crowley (1/1) 9. | Stade Chaban-Delmas, Bordeaux Zuschauer: 32.215 Schiedsrichter: Nika Amaschukeli (Georgien) |

| 12. April 2025 17:30 WESZ | Northampton Saints | 51 : 16         | Castres Olympique                                                                                  | Franklin’s Gardens, Northampton Zuschauer: 11.673 Schiedsrichter: Andrea Piardi (Italien) |
| 12. April 2025 17:30 WESZ | Versuche: Freeman 6. erh. Langdon 13. n.erh. Coles 31. n.erh. Furbank 44. erh. Pollock (2) 47. erh., 61. erh. Pearson 77. erh. Erhöhungen: F. Smith (5/7) Straftritte: F. Smith (2/2) 52., 68. | (20:13) Bericht | Versuche: Fernandez 35. erh. Erhöhungen: Fernandez (1/1) Straftritte: Fernandez (3/3) 9., 39., 42. | Franklin’s Gardens, Northampton Zuschauer: 11.673 Schiedsrichter: Andrea Piardi (Italien) |

| 13. April 2025 16:00 MESZ | Frankreich                                              | 18 : 21        | Frankreich                                                                                               | Stade Mayol, Toulon Zuschauer: 16.490 Schiedsrichter: Matthew Carley (England) |
| 13. April 2025 16:00 MESZ | Straftritte: Jaminet (6/6) 12., 23., 28., 31., 59., 62. | (12:6) Bericht | Versuche: Willis 42. n.erh. Ahki 50. erh. Erhöhungen: Ramos (1/2) Straftritte: Ramos (3/5) 10., 41., 80. | Stade Mayol, Toulon Zuschauer: 16.490 Schiedsrichter: Matthew Carley (England) |

### Halbfinale
| 3. Mai 2025 17:30 WESZ | Leinster Rugby | 34 : 37         | Northampton Saints | Aviva Stadium, Dublin Zuschauer: 42.207 Schiedsrichter: Pierre Brousset (Frankreich) |
| 3. Mai 2025 17:30 WESZ | Versuche: O’Brien 17. n.erh. van der Flier (2) 25. erh., 58. n.erh. Doris 46. erh. Lowe 69. erh. Erhöhungen: Prendergast (3/5) Straftritte: Prendergast (1/1) 13. | (15:27) Bericht | Versuche: Freeman (3) 7. erh., 35. n.erh., 37. n.erh. Pollock 28. erh. Ramm 62. erh. Erhöhungen: F. Smith (3/5) Straftritte: F. Smith (2/2) 22., 55. | Aviva Stadium, Dublin Zuschauer: 42.207 Schiedsrichter: Pierre Brousset (Frankreich) |

| 4. Mai 2025 16:00 MESZ | Union Bordeaux Bègles | 35 : 18         | Stade Toulousain                                                                                          | Stade Matmut-Atlantique, Bordeaux Zuschauer: 42.096 Schiedsrichter: Andrew Brace (Irland) |
| 4. Mai 2025 16:00 MESZ | Versuche: Samu 3. erh. Bielle-Biarrey (2) 22. n.erh., 40. erh. Bochaton 63. n.erh. Tameifuna 78. n.erh. Erhöhungen: Jalibert (2/3) Straftritte: Jalibert (1/1) 8. Lucu (1/1) 28. | (18:11) Bericht | Versuche: Delibes 14. n.erh. Barassi 54. erh. Erhöhungen: Mallía (1/2) Straftritte: Mallía (2/2) 10., 20. | Stade Matmut-Atlantique, Bordeaux Zuschauer: 42.096 Schiedsrichter: Andrew Brace (Irland) |

### Finale
| 24. Mai 2025 14:45 WESZ | Union Bordeaux Bègles | 28 : 20 | Northampton Saints                                                                                    | Millennium Stadium, Cardiff Zuschauer: 70.225 Schiedsrichter: Nika Amaschukeli (Georgien) |
| 24. Mai 2025 14:45 WESZ | Versuche: Penaud (2) 5. n.erh., 36. n.erh. Coleman 20. erh. Cazeaux 55. n.erh. Erhöhungen: Jalibert (1/3) Straftritte: Jalibert (1/1) 28. Lucu (1/1) 44. |         | Versuche: Coles (2) 1. erh., 40. erh. Erhöhungen: F. Smith (2/2) Straftritte: F. Smith (2/2) 24., 32. | Millennium Stadium, Cardiff Zuschauer: 70.225 Schiedsrichter: Nika Amaschukeli (Georgien) |

| 15                 | Romain Buros              | 20.              |
| 14                 | Damian Penaud             |                  |
| 13                 | Nicolas Depoortère        |                  |
| 12                 | Yoram Moefana             | 72.              |
| 11                 | Louis Bielle-Biarrey      |                  |
| 10                 | Matthieu Jalibert         |                  |
| 09                 | Maxime Lucu               |                  |
| 08                 | Pete Samu                 | 67.              |
| 07                 | Guido Petti               |                  |
| 06                 | Mahamadou Diaby           | 29. bis 39.′ 40. |
| 05                 | Cyril Cazeaux             |                  |
| 04                 | Adam Coleman              | 50.              |
| 03                 | Sipili Falatea            | 40.              |
| 02                 | Maxime Lamothe            | 62.              |
| 01                 | Jefferson Poirot          | 58.              |
| Auswechselspieler: |                           |                  |
| 16                 | Connor Sa                 | 62.              |
| 17                 | Ugo Boniface              | 58.              |
| 18                 | Ben Tameifuna             | 40.              |
| 19                 | Pierre Bochaton           | 50.              |
| 20                 | Bastien Vergnes-Taillefer | 67.              |
| 21                 | Marko Gazzotti            | 40.              |
| 22                 | Arthur Retière            | 20.              |
| 23                 | Rohan Janse van Rensburg  | 72.              |

| 15                 | George Furbank      | 4.               |
| 14                 | Tommy Freeman       | 35. bis 45.′     |
| 13                 | Fraser Dingwall     |                  |
| 12                 | Rory Hutchinson     |                  |
| 11                 | James Ramm          | 2.               |
| 10                 | Fin Smith           |                  |
| 09                 | Alex Mitchell       |                  |
| 08                 | Henry Pollock       |                  |
| 07                 | Josh Kemeny         |                  |
| 06                 | Alex Coles          |                  |
| 05                 | Tom Lockett         | 60.              |
| 04                 | Temo Mayanavanua    | 29.              |
| 03                 | Trevor Davison      | 59.              |
| 02                 | Curtis Langdon      | 60.              |
| 01                 | Emmanuel Iyogun     | 65.              |
| Auswechselspieler: |                     |                  |
| 16                 | Craig Wright        | 60.              |
| 17                 | Tarek Haffar        | 65.              |
| 18                 | Elliot Millar Mills | 59.              |
| 19                 | Ed Prowse           | 29. 43. bis 53.′ |
| 20                 | Angus Scott-Young   | 60.              |
| 21                 | Tom James           | 78.              |
| 22                 | Tom Litchfield      | 4.               |
| 23                 | Ollie Sleightholme  | 2.               |

## Statistik
Quelle: epcrugby.com

### Meiste erzielte Versuche
|    | Name                 | Versuche | Verein                |
| -- | -------------------- | -------- | --------------------- |
| 1. | Damian Penaud        | 14       | Union Bordeaux Bègles |
| 2. | Tommy Freeman        | 9        | Northampton Saints    |
| 3. | Louis Bielle-Biarrey | 8        | Union Bordeaux Bègles |
| 4. | England              | 7        | Northampton Saints    |
| 5. | 4 Spieler            | 5        |                       |

### Meiste erzielte Punkte
|    | Name              | Punkte | Verein                |
| -- | ----------------- | ------ | --------------------- |
| 1. | Thomas Ramo       | 87     | Stade Toulousain      |
| 2. | Fin Smith         | 81     | Northampton Saints    |
| 3. | Matthieu Jalibert | 76     | Union Bordeaux Bègles |
| 4. | Irland            | 74     | Leinster Rugby        |
| 5. | Damian Penaud     | 70     | Stade Toulousain      |